# Наваринская улица (Николаев)
Навари́нская улица (укр. Навари́нська вулиця) — одна из старейших и самых коротких поперечных улиц в Городовой части Николаева, Украина.

## Местоположение
Наваринская улица в настоящее время проходит от Адмиральской улицы до Центрального проспекта, где сливается с Пушкинской улицей.

## История
Первое название — Фронтальная — дано полицмейстером П. И. Федоровым в 1822 году в связи с тем, что сюда был проведён «самотёчный» водопровод от 3-го Спасского фонтана и на углу этой улицы и Спасской находился водоразборный колодец — «фонтан». Однако название не было утверждено адмиралом А. С. Грейгом.
В 1835 году полицмейстер Г. Г. Автономов предложил назвать улицу Наваринской — в память о Навари́нском сражении (1827 год), участники которого (М. П. Лазарев, В. А. Корнилов, А. П. Авинов, П. С. Нахимов, С. П. Хрущев и др.) жили на этой улице.
В 1920-е годы улице дали имя Троцкого — в честь популярного в то время политического и военного деятеля. После развенчания Л. Троцкого улицу переименовали (1928 год) в Крестинтерновскую — в честь Крестьянского интернационала. После роспуска Коминтерна улице дали имя Маяковского — в память о поэте В. В. Маяковском, бывшем однажды в Николаеве. В последние годы улице вернули её историческое название — Наваринская.
Стремление некоторых краеведов прямо связать название улицы с наваринской битвой, в которой, якобы, участвовал Черноморский флот, не имеет под собой исторической почвы: ни один корабль Черноморского флота, тем более построенный в Николаеве, не участвовал в этой битве.

## Здания
Если идти по Наваринской улице от дома главного командира Черноморского флота, то слева на углу Адмиральской улицы выходило углом здание Александровского реального училища (ныне — бизнес-центр «Александровский»), фасад которого располагался по Никольской улице. Далее в этом же квартале был Николаевский почтамт; фасад его выходил на Наваринскую улицу; здание сохранилось — в нём находится завод. На углу Спасской и Наваринской улиц находилось Офицерское собрание 58-го Прагского полка (1892 год). В доме на Наваринской, 1 размещалось Комендантское управление и жил плац-майор, майор И. П. Родкеевич (1869 год). В Николаеве до сих пор сохранилось здание, где с конца 19 века размещалась почтовая контора. Это здание авторства архитектора Евгения Штукенберга по адресу Наваринская, 2. Сохранилась и уникальная резьба по камню. Здесь почтамт размещался даже в советское время. Справа по нечетной стороне, на углу Большой Морской улицы находился дом, в котором жили начальники штаба Черноморского флота (участники Наваринского сражения), т. н. «дом Перелешина», поскольку ранее весь этот участок принадлежал моряку, капитан-командиру И. Г. Перелешину.
В квартале между улицами Шевченко и Адмирала Макарова по нечетной стороне располагалось здание «Пожарной каланчи» — построенное в «кирпичном стиле» (модерн). Здание сохранилось, но каланча (башня) уничтожена при немецкой оккупации 1941—1944 гг.
После улицы Адмирала Макарова Наваринская поворачивает под углом и заканчивается длинным кварталом, в начале которого по нечетной стороне был «Литейный механический завод инженер-механиков Авдеева и Матвеева» (1889 год). За ним, в середине квартала в собственном доме жил первый городской архитектор Л. А. Опацкий.